# Moros y Cristianos de Sax
Las fiestas de Moros y Cristianos de Sax se celebran del 1 al 5 de febrero en honor a San Blas, patrón de la villa, desde 1627. Aunque el comienzo data de esa fecha, la estructura actual de las fiestas comienza a forjarse a finales del siglo XVIII y principios del siglo XIX. Rememoran la Reconquista de Sax por las tropas de Jaime I, en 1239. 

## Historia
Fue en 1627 cuando los sajeños prometieron con sus votos a San Blas que celebrarían "Desde ahora y para siempre" la festividad del Santo para demostrar su devoción y agradecimiento por haberles liberado de una epidemia de "garrotillo", una de las variedades de la difteria. 
Este juramento es renovado todos los años mediante un Cabildo el día 26 de diciembre, donde se presentan las cuentas ante el pueblo. 
En su origen, la fiesta era sólo un acto religioso que se celebraba el día del Santo, 3 de febrero. Este día, los vecinos realizaban unos disparos de arcabuz ("salvas") y unas danzas (en la actualidad, esta serie de actos se llevan a cabo en la festividad de San Sebastián).
Esta festividad tiene su origen en festejos de índole religiosa, militar y popular.

“La Fiesta de Moros y Cristianos tiene como razón fundamental de ser la exaltación de los valores religiosos y tradicionales que rememoran la epopeya de la Reconquista”
Conclusión aprobada por unanimidad en el primer congreso sobre Fiestas de Moros y Cristianos, celebrado en Villena, en el año 1974

### Duración de las fiestas
Desde el siglo XVIII, las fiestas se celebraban el 2 y 3 de febrero. En 1888, las fiestas son los días 2, 3 y 4 de febrero, más la noche del día 1, como se comprueba en una solicitud del Ayuntamiento que data del 30 de enero de 1888:

"En los días 2, 3 y 4 de Febrero próximo, se celebran en esta villa desde inmemorial, la fiesta de alardo dedicada al patrono San Blas para lo cual esta Alcaldía solicita el correspondiente permiso a V. I.
como suele haber mucha concurrencia en las citadas fiestas, por dichos días han solido constituirse algunas fuerzas de la Guardia Civil y por lo tanto ruego a V.I. que una vez concedido el permiso para la celebración de aquéllas se sirva a la vez disponer si los asuntos del servicio no lo impiden, que para el día 1 por la noche del indicado Febrero se personen en ésta dos parejas de la Guardia civil las cuales permanecerán en la misma hasta el día 4 por la tarde. 
Dios guarde de V.I"
Ayuntamiento de Sax, 30 de enero de 1888

En 1889, se amplía a los 5 días que duran en la actualidad (del 1 al 5 de febrero), como señala el primer programa de actos que ha llegado a nuestros días.

### Origen de las actuales comparsas
En la década de 1860, coincidiendo con el fin de la Guerra de Marruecos, apareció una nueva comparsa, la Comparsa de Marruecos que pertenecería al Bando Moro. Este acontecimiento servirá de apoyo en 1964 para celebrar el centenario de las Fiestas de Moros y Cristianos.

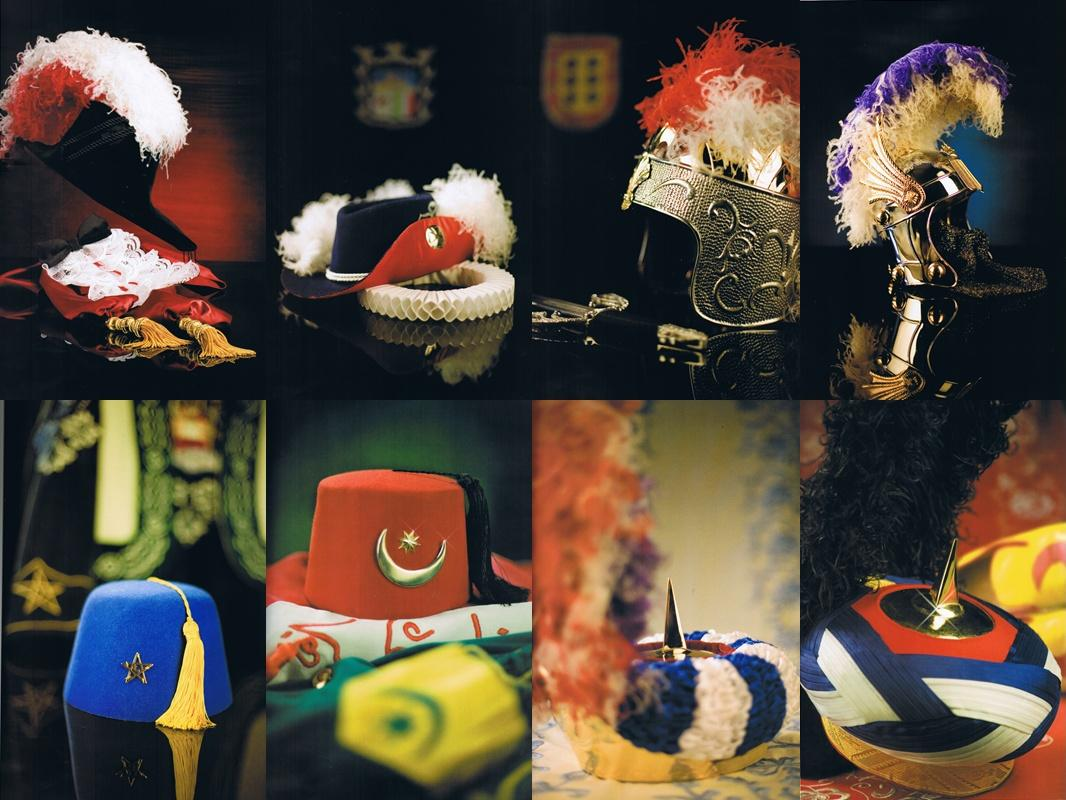
Atributos de las diferentes comparsas. Arriba de izqa. a dcha. Cristianos, Garibaldinos, Alagoneses y Caballeros de Cardona. Abajo de izqa. a dcha. Árabes Emires, Turcos, Marruecos y Moros.

En 1874, acabando el Sexenio revolucionario, un grupo de revolucionarios, liberales y anticlericales, funda la Comparsa de Garibaldinos, en honor a Giuseppe Garibaldi héroe de la unificación italiana, amigo personal del presidente de la República, Emilio Castelar, que veraneaba en Sax desde su infancia, por lo que tuvo una influencia clara en las personas de su ideal político para fundar la comparsa.
En el comienzo del siglo XX, las fiestas contaban con cuatro comparsas y cuatro día de fiesta. En 1920 se fundó la Comparsa de Turcos, cuyo traje fue copiado de la estampa de una marca de chocolates en una colección de banderas del mundo, correspondiendo la elección a un soldado turco de la guerra italoturca de 1911.
Desde 1942 las fiestas duran cinco días (del 1 al 5 de febrero) y en 1965 se presenta un amistoso proyecto: el hermanamiento de Sax con la Villa de Alagón. En 1970 en conmemoración de este acto aparece la Comparsa de Alagoneses (Guerreros de Don Artal).
En la década de los 70 se impulsó el crecimiento de las Fiestas de San Blas y en 1973 se funda la última comparsa del Bando Moro, la Comparsa de Árabes Emires.
La última comparsa se crea en 1989, coincidiendo con el 750 aniversario de los acontecimientos ocurridos en la Villa (La pedrada de Don Artal de Alagón) en el siglo XIII y que se rememoran en las fiestas, la Comparsa de Caballeros de Cardona (Caballeros de Don Ramón Folch, Vizconde de Cardona).
De esta manera se crearon las 8 comparsas que forman la fiesta en la actualidad, 4 del Bando Cristiano y 4 del Bando Moro.
Junta Directiva de la Mayordomía de San Blas
1. Presidente de la Mayordomía
2. Vicepresidente
3. Concejal de Fiestas de San Blas
4. Secretaría
5. Vicesecretaría
6. Asesor de Tesorería
7. Asesor Jurídico
8. Asesor Religioso
9. Asesor Histórico
10. Cronista de Fiestas
11. Delegado musical
12. Ermita y culto al Santo
13. Delegada de Damas y Reinas
14. Colaborador

##### Mayordomía de San Blas
Es el Cabildo, el pueblo, quien dirige las Fiestas de Sax, mientras la Mayordomía resulta la encargada de ejecutar las decisiones adoptadas en el mismo.
Esta institución fue constituida legalmente en 1980. Sin embargo, su proceso de creación se remonta al año 1965, cuando se crea la Asociación de Comparsas, bajo el amparo de la ley de asociaciones, de 24 de diciembre de 1964. Cinco años después, se integra en la Mayordomía de San Blas, incluyendo a los presidentes de las comparsas, el alcalde, párroco, comandante de puesto de la Guardia Civil y dos mayordomos por comparsa. En 1977, se amplía la lista de autoridades con la integración del concejal de festejos del Ayuntamiento. 
No obstante, las fuentes documentales relatan una institución más que centenaria. En el primer programa de fiestas que se conserva, que data de 1889, aparece la figura del “mayordomo”, encargado de recaudar fondos para las Fiestas de San Blas.
Pero no es el primer programa la primera cita de esta institución, sino que Bernardo Herrero Ochoa, en su libro “Historia de Sax”, en el que narra su experiencia durante los años que ejerció como médico en este pueblo, ya define que desde mediados del siglo XIX la Mayordomía, con solo dos personas, era la encargada de colaborar en el Ayuntamiento para la organización de las Fiestas.
Así, pues, la primitiva función de la Mayordomía era recaudar entre los vecinos el dinero necesario para las Fiestas, gastos de los que debían dar cuenta en el Cabildo. Desde su inicio en 1627 hasta muy avanzado el siglo XIX no aparecen ayudas por parte del Ayuntamiento al sostenimiento de esta festividad, por lo que se financiaba de aportaciones voluntarias de los vecinos comprometidos mediante los votos a hacer la Fiesta a San Blas. 

### Cargos festeros
Con las incorporaciones de las comparsas se crean diferentes cargos festeros que representaran en su totalidad a cada comparsa en los actos.
Los principales cargos festeros son:

#### Capitanía
- Capitán, eepresentado por un varón, ataviado con el traje oficial de cada comparsa que porta la bandera de la comparsa o una espada.
- Capitana representante de la mujer, ataviada con trajes confeccionados por artesanos festeros y que acompaña al capitán.
- Paje, suele ser una niña de corta edad que acompaña al capitán (en otras localidades, suele llamarse rodela). En los actos de arcabucería tiene un papel muy importante, pues con su bastón y rodela abre la comparsa junto al capitán. Los disparos de éste simbolizan la protección de su capitán, respondiendo los jóvenes pajes con la ejecución de unos pasos tradicionales.

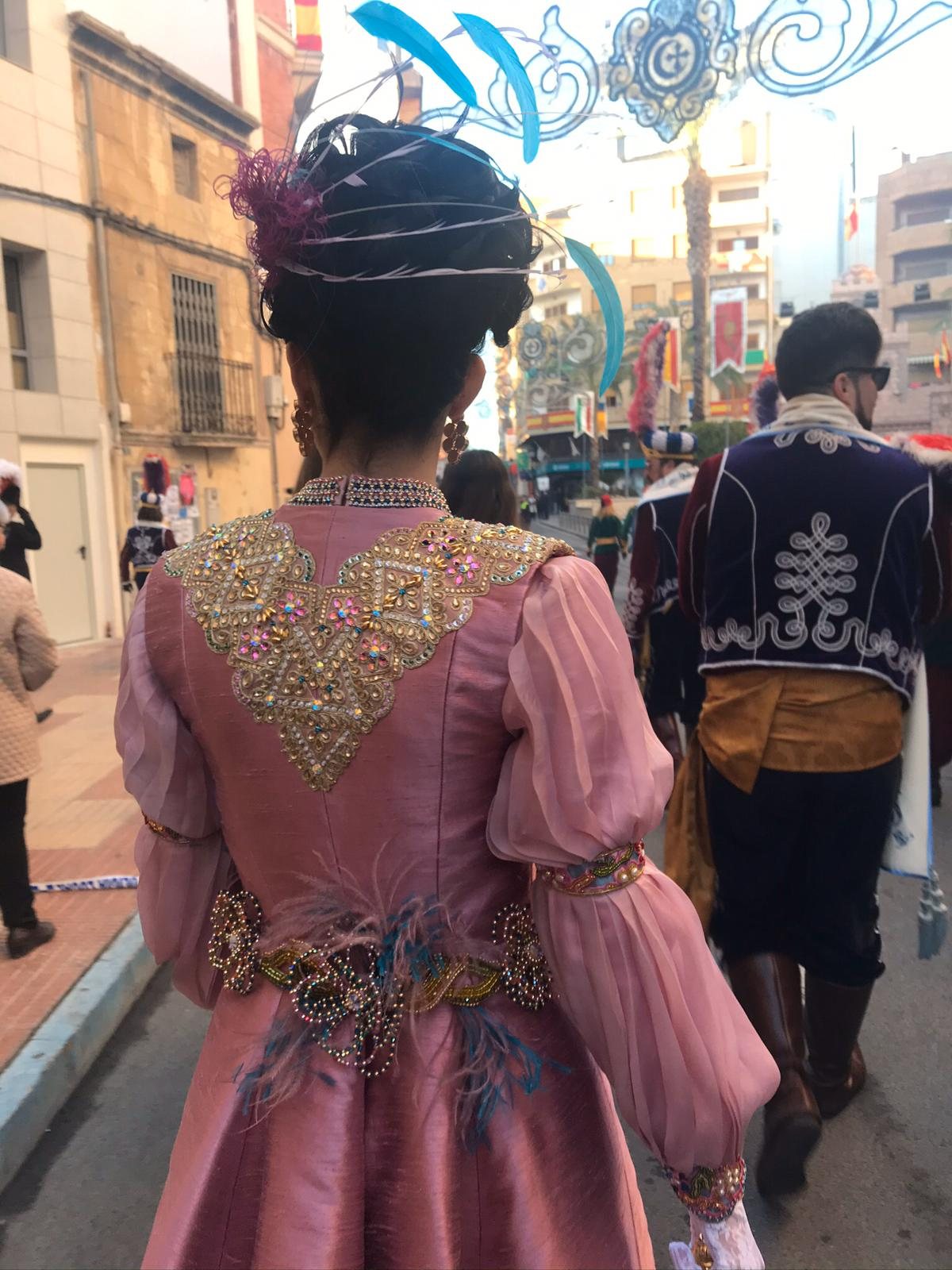
Espalda de un traje de capitana de los Marruecos.
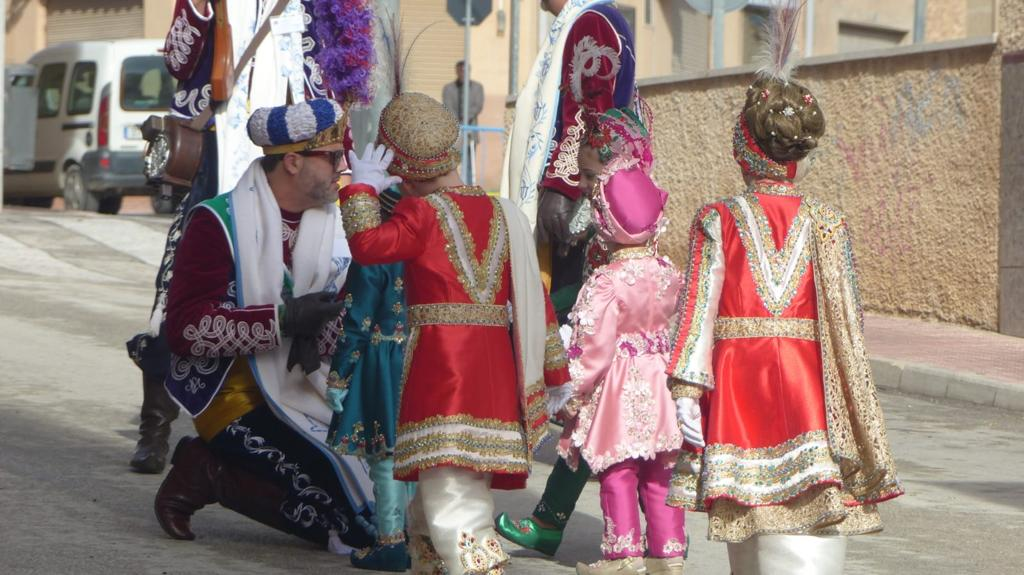
Pajes durante un acto de arcabucería.
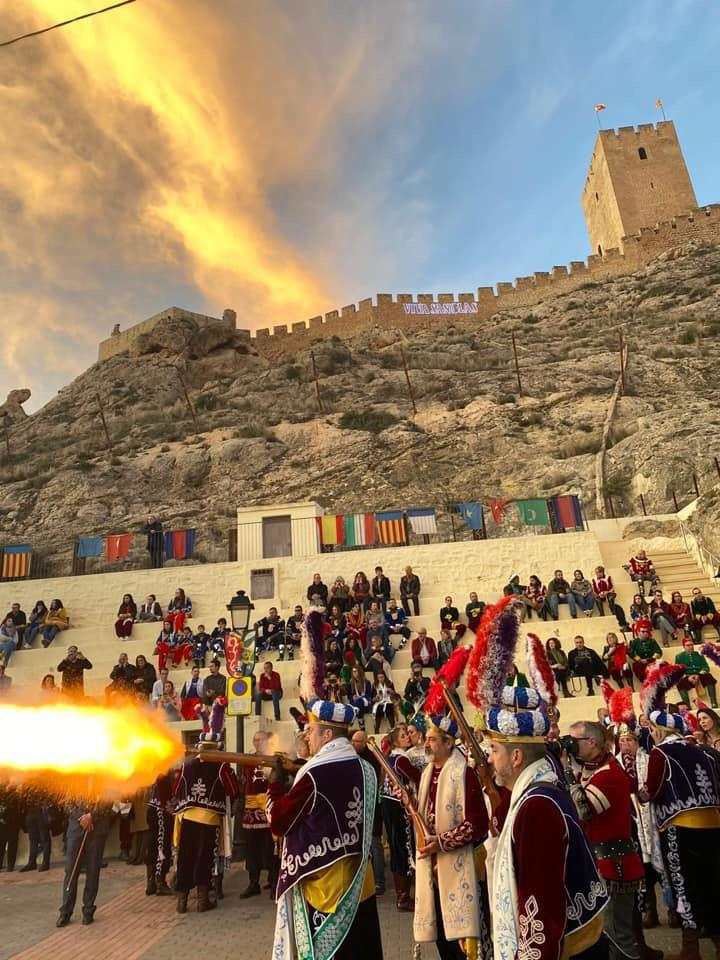
Capitán disparando en la ermita de San Blas.

#### Damas y Reinas
La primera Reina data de 1965, cuyo origen es representar a la mujer sajeña en la fiesta y en otras localidades. En la actualidad existe una Dama que representa a cada una de las comparsas y una Reina que representa a todas las mujeres sajeñas. A partir de 1971 aparecieron las Damas y Reinas infantiles. Ataviadas con el traje típico sajeño, delantal, mantilla, falda, mantón etc. En cuanto a su elección, en el mes de septiembre, durante la celebración del medio año festero, en un emotivo acto, el azar designa, entre las candidatas, a la que representará a la localidad durante el próximo año.    
Es importante destacar el papel de la mujer en estos años: tanto damas, como capitanas o pajes. A finales del siglo XX, tiene lugar la plena participación de la mujer en las Fiestas de Moros y Cristianos de Sax. Las comparsas, en la inscripción de los socios, ya no distinguen por género, por lo que tiene lugar la equiparación de derechos entre hombres y mujeres.

## La pólvora
La arcabucería es un pilar identitario de las fiestas de Moros y Cristianos de Sax.
El poeta sajeño J. N. Chico Amat ya enfatizó su importancia: 

“Echa pólvora festero
y dispara tu arcabuz
que sea tu tiro, primero
un homenaje a Jesús.
Llena la calle Mayor
con el humo de tus descargas
que sean como Padrenuestros

que a San Blas se los rezadas”
J. N. Chico Amat. 1977. Sax

##### Regulación de la arcabucería
Los poderes públicos siempre han mirado con recelo el uso de pólvora en las calles, tanto en cohetería como en pirotécnica. 
La Nueva Recopilación de 1567 ya recogía que “se observe y guarde la prohibición de la fábrica y venta de fuegos, y que no se pueda tirar o disparar arcabuz o escopeta cargada con munición o sin ella, aunque sea con pólvora sola dentro de los pueblos y de sus Reinos”.
Debido a reiteradas peticiones de pueblos valencianos, 14 años después, el Consejo de Castilla comenzó a dar licencias a los pueblos con fiestas centenarias que la solicitasen, como Alcoy (que la consiguió en 1785), Bañeres (en 1786) o Ibi (en 1797).
Una vez reanudadas en 1814, tras la invasión francesa, ya no fueron censuradas durante los dos siglos siguientes, ni siquiera durante las Repúblicas ni la dictadura franquista. 
Posteriormente, se firmó el Reglamento de Armas (Real Decreto de 25 de septiembre de 1981) que prohibió la arcabucería en la calle, determinó que los arcabuces son armas de fuego, y por lo tanto están intervenidos por la Guardia Civil, y solo se podía disponer de un kilo de pólvora por persona.
La Unión Nacional de Entidades Festeras (UNDEF), consciente de que muchas localidades contaban con el título de Interés Turístico Nacional, y otras, incluso, Internacional, logró que se suspendiera la aplicación del Reglamento de Armas a las Fiestas de Moros y Cristianos. 
Esta excepción fue reflejada en el artículo 100 del Real Decreto de 9 de marzo de 1983, que señalaba: “Salvo en casos de festejos tradicionales en que, previa autorización del gobernador civil, podrán usarse (los arcabuces) en lugares públicos, únicamente con pólvora, pero precisarán los certificados correspondientes a las armas de fuego". 
El asunto llegó hasta las Cortes Valencianas en 2001, quienes instaron al Gobierno Central a regular una normativa adecuada a la Fiesta. 
La Directiva del Parlamento y Consejo de la Unión Europea, de 23 de mayo de 2007, sobre “la propuesta del mercado de artículos pirotécnicos” ya prevé la distinción para el caso de “festividades religiosas, culturales y tradicionales de los estados miembros”. 
El Real Decreto 976/2011, de julio de 2011, en transposición de la Directiva 2008/51/CE del Parlamento Europeo y del Consejo de 21 de mayo de 2008, que obliga a modificar el Reglamento de Armas de 1993, sin embargo, no introduce cambios sustanciales en la tenencia y uso de arcabuces, más que tener autorización, usar en lugares públicos solo con pólvora y pasar revisión cada 3 años.
Sin embargo, el 4 de marzo de 2017 llegó la auténtica restricción que tantas suspicacias ha levantado. Se publicó el Real Decreto 130/2017, de 24 de febrero, por el que se aprueba el Reglamento de Explosivos, en el que se incluye la Instrucción Técnica Complementaria n.º 26 (ITC 26). Ésta regula las manifestaciones festivas con uso de armas de avancarga. 
Estas restricciones han llegado a provocar que José Vicente Vaquer, presidente de la Mayordomía de San Blas, denunciase las graves consecuencias del alto precio de la pólvora:

Con precios así no hay disparos, y si no hay disparos, las Fiestas de Sax, que son nuestro principal patrimonio cultural, desaparecen
 José Vicente Vaquer. 19 de agosto de 2019. Onteniente

## San Blas

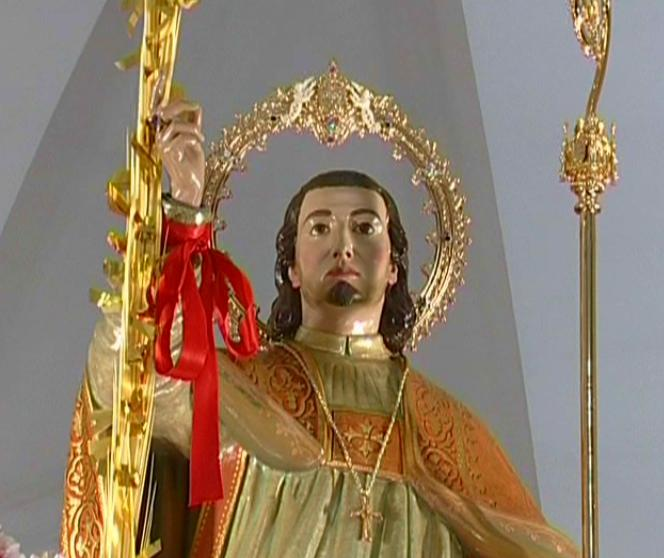
Efigie de San Blas, patrón de la villa.

Las fiestas se celebran en honor a San Blas desde 1627. La imagen del Santo fue hecha en Burjasot por D. Francisco Marco en 1940, restaurada por D. Salvador Gil en 1961 y en 1983, y la última restauración se realizó en 2001 por D. Leandro Martínez. Esta imagen es copia de la anterior, perteneciente al siglo XVII que fue destruida en marzo de 1936.
La imagen se encuentra en la Ermita que lleva su nombre, la imagen únicamente sale de esta en la tarde del 2 de febrero y regresa el día 4. Recientemente en 2001 partió en procesión antes de su restauración y por todas las calles de Sax.

### La reliquia de San Blas
En el siglo XVI, antes de los votos comentados anteriormente que tuvieron lugar en el año 1627, ya existía devoción a San Blas por la reliquia que tenía el pueblo.
Como se describe en el Programa de Fiestas de 1953, por D. Francisco Juan y Marco, "consiste en un pedacito de hueso del mencionado obispo y mártir".
Se desconoce su procedencia. Sin embargo, existe la hipótesis de que, durante las Cruzadas, llegase a Roma desde Oriente y, desde allí, fuese trasladada a Sax por la condición preceptiva de gran parte del siglo XVI de que todas las Iglesias de nueva consagración debían tener en su propiedad reliquias de santos.
En 1963, fue obsequiado un nuevo relicario en plata y oro al Patrono San Blas por los devotos Jesús Pastor y Anita Herrero, según consta al pie del relicario. 

Él y sólo Él, que es la honra, la alegría, la esperanza, el protector, abogado y Patrón de nuestra Muy Noble y Leal villa de Sax, por haber merecido la palma del martirio, se hizo acreedor a ser exaltado en su Reliquia. Por eso, este año, el oro, la plata y pedrería artística armonizados forman en nuevo bello 'Relicario Joya' marco y sustentáculo a la vez, de la Reliquia venerada sobre la que aletean ingrávidos, con los besos más puros, los sentimientos más nobles. Y es que Sax sabe sentir.
Párroco D. Jerónimo Márquez Penalva

El actual relicario data de 1979, también regalado por esta pareja de sajeños, al enterarse de que el anterior obsequiado había sufrido un accidente y se había partido en dos piezas.
Tanto el actual como el anterior, reconstruido desde 2011, se encuentran en el altar del Santo.

## Programa de actos

### Día 1
- A las 9:30 horas, Entrada de Bandas desde el Puente Picayo.
- A las 10:45 horas, Acto de Apertura de la Fiesta en la plaza del Ayuntamiento y Fiesta del Pasodoble.
- Por la tarde, a las 17 horas, desde el tradicional Puente Picayo, da comienzo la Entrada Triunfal. Abrirán el desfile las Damas y Reinas, seguidas de las 8 comparsas, comenzando por el bando cristiano.
- A las 21:40 horas, comienza la Alegre Retreta. Desde la Plaza del Ayuntamiento, se recorrerán las diferentes calles del casco antiguo hasta llegar a la Ermita del Santo Patrón, donde se realiza el emotivo Saludo al Santo. Una vez saludado todas las comparsas, se procede a la bajada de la Ermita, finalizando con el Ruedo de Banderas en la Plaza Cervantes.

### Día 2
- A las 8:30 horas, se realiza un pasacalles, llamado "la diana", que comienza en la Plaza del Ayuntamiento. Cada comparsa recorre el pueblo para recoger a sus capitanes y despertar al pueblo. Cada una finaliza en sus respectivos locales, para realizar el tradicional almuerzo de fiestas.
- A las 9:35 horas, da comienzo la Procesión de Candelas con disparos de arcabuces. Las diferentes comparsas escoltan a la imagen de la Virgen de la Candelaria.
- A las 13 horas, se celebra la Santa Misa en honor a la Virgen de la Candelaria.
- Tras la misa, acompañamiento de Capitanes a los respectivos locales.
- A las 17:15 horas, comienza la Bajada del Santo acompañada de arcabucería. Las Damas y Reinas, Comparsas y pueblo en general acompañan a la venerada imagen de San Blas hacia la Iglesia de Nuestra Señora de la Asunción, donde la imagen permanecerá los próximos dos días.

### Día 3 - Día de San Blas
- A las 8:30 horas, "Diana". A diferencia del resto de días, se diferenciarán en los dos bandos (bando cristiano y bando moro, alternándose anualmente el orden).Al llegar al Ayuntamiento, cada comparsa se dirige a sus locales para realizar el almuezo de fiestas.
- A las 9:50 horas, comienza el singular Acto del Predicador, en el cual las Comparsas acompañan al Predicador que conducirá la Misa Mayor en honor al Santo Patrón. Este acto se caracteriza porque las Capitanas, Damas, Reinas y festeras portan un ramo de flores.
- A las 11 horas, tiene lugar la Misa Mayor.
- A las 12:30 horas, se lleva a cabo la Procesión de San Blas, por las principales calles de la ciudad.
- Por la tarde, a las 18:15 horas, las Damas y Reinas inician el Desfile de Comparsas y Entrada del Embajador Cristiano, finalizando el bando cristiano en la Plaza Cervantes, frente al Castillo, donde da lugar la Embajada Mora.

### Día 4
- A las 8:30 horas, "Diana" de cada comparsa desde la Plaza del Ayuntamiento.
- A las 9:30 horas, Subida del Santo. La imagen de San Blas, acompañada de las comparsas, vuelve a recorrer las principales calles del casco antiguo hasta su Ermita. A su llegada con la última comparsa, la comparsa de Cristianos, tienen lugar las tradicionales "vueltecicas" en la Plaza de la Ermita al son del Himno Nacional.
- En la tarde, a las 18:30 horas, se realiza al Desfile de Comparsas y Entrada del Embajador Moro. A su llegada con la última comparsa, comienza la Embajada del Bando Cristiano, que rememora las antiguas gestas de la Reconquista, por parte de los Cristianos de la Península.

### Día 5
- A las 8:30 horas, "Diana" desde la Plaza del Ayuntamiento. Tras ella, almuerzo en cada local.
- A las 10:30 horas, el pueblo de Sax se reúne en la Plaza de San Blas para presenciar la Misa de Acción de Gracias.
- Una vez finalizada ésta, tiene lugar la Rifa de Regalos al Santo Patrón. En este acto, cualquier persona puede donar obsequios que se rifarán y cuya recaudación será invertida en el cuidado de la Imagen de San Blas.
- Tras la Rifa, y con la imagen de San Blas de testigo, se procede al Cambio de Capitanes. En este acto, los capitanes salientes pasan el testigo a los que desempeñarán el cargo en las próximas fiestas.
- Por la tarde, a las 18:30 horas, las Reinas y Damas abrirán el último Desfile de Comparsas y Nuevos Capitanes.
- Tras la finalización del desfile, en torno a las 21:10 horas, el pueblo sajeño se reunirá en la Plaza del Ayuntamiento, donde se darán por terminadas las Fiestas, con el Ruedo de Banderas bajo los acordes del Himno Nacional y los fuegos artificiales.

La publicación del primer programa de actos de las Fiestas de San Blas que ha llegado a nuestros días data de 1889.
La evolución de los actos fue objeto de mesa redonda durante los días 29 y 30 de noviembre de 2013: "El ayer, el hoy y el futuro de las Fiestas de San Blas", organizada por Vicente Herrero Santonja.

## Otros Actos
El calendario festero no sólo se centra en los 5 primeros días de febrero, sino que durante todo el año encontramos actos repartidos conmemorando las fiestas y otros elementos de la misma.
- Misas en San Blas: Todos los primeros domingo de mes se celebra misa en la Ermita de San Blas dedicada a cada una de las comparsas.
- Actos previos a las fiestas: Durante el mes de enero se celebran actos como preludio de los 5 días grandes de febrero, entre estos actos destacan: Presentación de la Revista de Fiestas, Concurso de Gachamigas y Exaltación de Capitanes y Pregón de Fiestas.
- Homenaje a los Pajes: Una vez llegada la primavera se realiza un acto de nueva creación en el cual se homenajea una de las figuras más importantes y queridas en la localidad, Los Pajes.
- Medio Año Festero: Una vez finalizado el verano comienzan los actos que conmemoran el Medio Año Festero, entre los mismos destacan: Cena de Hermandad y Pasacalles Festero, Concurso de Sargentos infantiles y Elección y Coronación de las Reinas de Fiestas.
- Cenas de Hermandad y Homenaje a la Mujer Sajeña: En los últimos meses del año las Comparsas celebran su cena tradicional en las que homenajean a sus cargos festeros, así como a otro cargos relevantes en las mismas.
- Cabildo: Sin duda alguna el acto que marca el inicio y el final del calendario festero es el día del Cabildo. En la mañana las comparsas realizan diversos pasacalles y comidas de hermandad, una vez llegada la tarde las banderas de las diferentes comparsas se dirigen a la Ermita de San Blas, donde se realiza la tradicional reunión popular en la que entre otros puntos se tratan: Lectura y Aprobación de las Cuentas, Presentación y Confirmación del Alcalde de Fiestas y Conformidad de Nuevos Capitanes y Bandas de Música.